# Флавіо Котті
Флавіо Котті (італ. Flavio Cotti; 18 жовтня 1939, Муральто, кантон Тічино, Швейцарія — 16 грудня 2020) — швейцарський юрист, політик, колишній президент.

## Освіта
Флавіо Котті відвідував школу в Асконі, потім бенедиктинську школу в Зарнені. Вищу освіту здобув в Університеті Фрібура, закінчивши юридичний факультет.

## Кар'єра
Після закінчення університету Котті працював адвокатом і нотаріусом в Локарно. У 1964 році вибраний в міську раду Локарно, а три роки опісля у Велику раду кантони Тічино. У обох радах пробув до 1975 року, коли увійшов до уряду кантони, очолював там департаменти економіки, юстиції, військових і внутрішніх справ. У 1977–1978 і 1981–1982 роках очолював Кантональну раду Тічино. З 1983 по 1986 рік був членом Національної ради Швейцарії.
У 1981–1984 рр. очолював Християнсько-демократичну народну партію кантони Тічино, а в 1984—1986 рр. — Швейцарії. 10 грудня 1986 року Флавіо Котті вибраний у Федеральну раду (уряд) Швейцарії.
- 10 грудня 1986 — 30 квітня 1999 — член Федеральної ради Швейцарії.
- 1 січня 1987 — 31 грудня 1993 — начальник департаменту внутрішніх справ.
- 1 квітня 1993 — 30 квітня 1999 — начальник департаменту закордонних справ.
- 1990, 1997 — віцепрезидент Швейцарії.
- 1991, 1998 — президент Швейцарії.